# الإمبراطور شون من هان
الإمبراطور شون هو الإمبراطور الثامن لأسرة هان الشرقية وابن الإمبراطور أن تولى عرش البلاد بعد أن قاد الخصيان انقلابا ضد زوجة والده الإمبراطورة يان، كان عهد الإمبراطور شون أفضل بقليل من عهد والده الإمبراطور أن لكنه يبقى ضمن العهود التي ستتسبب في نهاية عهد الأسرة لاحقا في 189م ونهايتها فعليا سنة 221م.

## ولادته
ولد الإمبراطور شون من والده الإمبراطور أن ومحظيته السيدة لي في عام 115
بعد وقت قصير جدا من تنصيب يان جي إمبراطورة له وبالرغم من أنها كانت الزوجة المفضلة له إلا أنها قامت بتسميم المحظية لي لكن الإمبراطور عاقبها بشدة 
في عام 120م قام الإمبراطور أن بتنصيبه وليا للعهد 
لكن في عام 124 كان بعض الأشخاص الذين كان الإمبراطور يثق بهم وهم جيانغ جينغ وفان فنغ والممرضة وانغ شنغ يتهمون زورا الأمير ياو بجرائم غير محددة 
فقام الإمبراطور بإعدام فان فنغ ووانغ شنغ فدخل جيانغ جينغ في مؤامرة مع الإمبراطورة يان وذلك لخلعه عن ولاية العهد فصدقهم الإمبراطور أن وقام بتخفيض رتبته إلى أمير جين يي
لكن الإمبراطور توفي سنة 125 فجأة أثناء رحلة إلى وان تشينغ 
فقامت الإمبراطورة يان بخلعه عن منصب ولي العهد حتى إنها حرمته من حضور الحداد الإمبراطوري وصرفت ولاية العهد لإبن عمه الطفل ليو يي ماريكاز بي زيانغ وأصبحت الإمبراطورة يان جي تسيطر على الساحة.

## وفاة الإمبراطور ليو يي
توفي ليو يي بعد أقل من سبعة أشهر بسبب مرض خطير ودخل الخصيان بقيادة سون تشينغ في تحالف مع رئيس عائلة تشانغ لإستعادة الأمير باو وقام سون تشينغ بقيادة 500 جندي وهاجم القصر مما أسفر عن مقتل جيانغ بينغ وإجبار جيانغ لي على الانضمام لهم تم قاموا بإستدعاء الإمير ليو باو وأعلنوه إمبراطورا على البلاد ولعدة أيام قاتلت عشيرة يان ضد الخصيان لكن عشيرة يان بقيادة الإمبراطورة يان خسروا المعركة وتم ذبح جميع أفراد عشيرة يان وحجرت الإمبراطورة في قصرها حتى ماتت سنة 126م

## العهد المبكر
في بداية حكمه كان الناس يأملون أن يصلح الإمبراطور شون ماحصل من فساد أثناء عهد عشيرة يان لكن الإمبراطور أثبث للشعب أنه حاكم ضعيف لكنه حاسم في إتخاذ القرارات وعلى الرغم من أنه كان يثق في بعض المسؤولين الشرفاء إلا أنه وثق أيضا في بعض الخصيان الفاسدين وحاول إجراء عدة إصلاحات لكن تم طرده من العاصمة سنة 126 وتم إستدعاؤه مجددا عام 128 وكان متأثرا بالممرضة سونغ إي التي وصفت بأنها طيبة
في عام 127 قام بإرسال حملة لإستعادة سلطة هان على مملكة شيو الروسية وبعد نجاح الحملة بقيادة يانغ شاو ويانغ بونغ إتهما زورا بالتأخر بالقيام بعمل عسكري 
في سنة 131 قام بجعل رفقيته ليانغ نا إمبراطورة له وكانت تبلغ حينها 16 عاما بينما كان الإمبراطور يبلغ 19 عاما.

## العهد المتأخر
في عام 135 أصبح ليانغ شانغ والد الإمبراطورة ليانغ نا قائدا للقوات المسلحة وكان لهذا دور كبير إذ أصبحت قوة الخصيان الآن نظامية وخاف ليانغ شانغ منها لكنها ساعدته في السيطرة على الحكومة 
كان ليانغ شانغ لطيفا إلى حدا ما حتى إنه عفى عن حياة الخصيان الذين دبروا له مؤامرة ووثق هو والإمبراطور في إبنه الفاسد ليانغ جي الذي على عكس والده كان فاسدا ومستبدا
في عام 136 إلى عام 138 كان هناك عدد من الثورات المحلية في جنوب البلاد لإستبدال المسؤولين الفاسدين
و في عام 139 إندلع تمرد قومية تشينغ في غرب الإمبراطورية وفي سنة 141 قضت قوات شيانغ على قوات هان بقيادة ما شيان وأضرموا النار في مقابر أباطرة أسرة هان الغربية في تشانغأن وبدأت الثورات الزراعية تتوالى في هونان وهوبي وجيانغشي 
في عام 141 توفي ليانغ شانغ فقام الإمبراطور بتوريث سلطات ليانغ شانغ إلى إبنه ليانغ جي
في عام 144 توفي الإمبراطور شون وخلفه إبنه الطفل ليو يبنغ عرف بالإمبراطور تشونغ وأدت سيطرة الإمبراطورة ليانغ نا وشقيقها ليانغ جي إلى بداية العد التنازلي لسقوط هان